# فيصل (اسم)
فَيْصَل هو اسم علم ذكر عربي الأصل، ومعناه الحاكم الذي يقضي بين الحق والباطل، والسيف القاطع. الياء في اسم فيصل زائدة، وأصلهُ فصل.

## قائمة
- كود سباركل
- تحديث القائمة

1. فيس إيكتوه، مغني راب وكاتب أغاني هولندي.
2. فيصل إبراهيم، لاعب كرة قدم أردني.
3. فيصل أدن.
4. فيصل إسلام، صحفي بريطاني.
5. فيصل إقبال، لاعب كركيت باكستاني.
6. فيصل إقبال، لاعب كرة قدم باكستاني.
7. فيصل الأول، أول ملوك العراق.
8. فيصل البدري، لاعب كرة قدم ليبي.
9. فيصل الثاني، ملك المملكة العراقية الهاشمية العراق منذ 4 أبريل 1939 حتى إلى قتله 1958.
10. فيصل الحسيني، سياسي فلسطيني.
11. فيصل الحمر.
12. فيصل الحمود المالك الصباح، دبلوماسي كويتي.
13. فيصل الدخيل، لاعب كرة قدم كويتي.
14. فيصل الدويش، أمير قبيلة مطير و أحد قادة اخوان من طاع الله.
15. فيصل الشعلان.
16. فيصل العجب، لاعب كرة قدم سوداني.
17. فيصل العنزي، لاعب كرة قدم كويتي.
18. فيصل الفايز، سياسي أردني.
19. فيصل القاسم، اعلامي سوري.
20. فيصل القناعي، إعلامي كويتي.
21. فيصل المحميد، سبّاح كويتي.
22. فيصل المرقب، لاعب كرة قدم سعودي.
23. فيصل المسلم، سياسي كويتي.
24. فيصل بالزين، ممثل تونسي.
25. فيصل بصري.
26. فيصل بليبل، شاعر ومعلم سوري.
27. فيصل بن الحسين.
28. فيصل بن بندر بن عبد العزيز آل سعود، الإبن البكر للأمير بندر بن عبدالعزيز آل سعود.
29. فيصل بن تركي الأول بن عبد العزيز آل سعود، سياسي سعودي.
30. فيصل بن تركي الفيصل آل سعود، رجل أعمال وعضو في آل سعود.
31. فيصل بن تركي بن سعيد، سلطان عمان ومسقط الخامس.
32. فيصل بن تركي بن عبد الله آل سعود، الحاكم الثاني للدولة السعودية الثانية.
33. فيصل بن تركي بن ناصر آل سعود، أمير سعودي.
34. فيصل بن حمد آل خليفة.
35. فيصل بن خالد بن سلطان آل سعود.
36. فيصل بن خالد بن عبد العزيز آل سعود، سياسي سعودي.
37. فيصل بن سلمان بن عبد العزيز آل سعود، سياسي سعودي.
38. فيصل بن شملان، سياسي يمني.
39. فيصل بن عبد الرحمن بن سعود آل سعود، لاعب كرة قدم سعودي.
40. فيصل بن عبد العزيز آل سعود، الملك الثالث للمملكة العربية السعودية.
41. فيصل بن عبد الله بن عبد العزيز آل سعود، سياسي سعودي.
42. فيصل بن عبد الله بن محمد بن عبد العزيز آل سعود، سياسي سعودي.
43. فيصل بن عبدالرحمن بن معمر.
44. فيصل بن عبدالعزيز الحجيلان.
45. فيصل بن فرحان آل سعود، وزير الخارجية السعودي.
46. فيصل بن فهد بن عبد العزيز آل سعود، سياسي سعودي.
47. فيصل بن فهد بن عبد الله آل سعود.
48. فيصل بن مساعد بن عبد العزيز آل سعود، أمير سعودي.
49. فيصل بن مشعل بن سعود آل سعود، سياسي سعودي، وأمير منطقة القصيم.
50. فيصل بنجال، لاعب كرة قدم موزمبيقي.
51. فيصل بودهوم، لاعب كرة قدم بحريني.
52. فيصل بورسلي.
53. فيصل جرادات، شاعر أردني - فلسطيني.
54. فيصل خان، ممثل هندي.
55. فيصل خليل، لاعب كرة قدم إماراتي.
56. فيصل رشيد، سياسي بريطاني.
57. فيصل رضا عابدي، سياسي باكستاني.
58. فيصل زايد، لاعب كرة قدم كويتي.
59. فيصل شايف عبد الرحمن الحبيشي، سياسي يمني.
60. فيصل شهزاد.
61. فيصل صالح، كاتب وصحفي سوداني.
62. فيصل صالح حياة، سياسي باكستاني.
63. فيصل عبد الرحمن عبد الله الدخيل.
64. فيصل عبد العزيز، لاعب كرة قدم بحريني.
65. فيصل عبد الله، فنان بريطاني.
66. فيصل عبد الله هزاع الشوافي، سياسي يمني.
67. فيصل عجب العازمي، لاعب كرة قدم كويتي.
68. فيصل عرفان، لاعب كركيت باكستاني.
69. فيصل علي، لاعب كرة قدم إماراتي.
70. فيصل عنتر، لاعب كرة قدم لبناني.
71. فيصل غازي فيصل، لاعب كرة قدم عراقي.
72. فيصل فولاذ، سياسي بحريني.
73. فيصل كرامي، سياسي لبناني.
74. فيصل مقداد، دبلوماسي سوري.
75. فيصل ناصر محمد عريج، سياسي يمني.
76. فيصل نسيم.
77. فيصل يوسف المرزوق، رجل اعمال كويتي.